# نبر (تونس)
نبر إحدى قرى الجمهورية التونسية، تقع في ولاية الكاف.

## أعلام
- فرحات الدشراوي
- صليحة

### مواضيع ذات علاقة
- ولاية الكاف.